# Административно деление на Гватемала
Гватемала е разделена на 22 департамента, които са допълнително разделени на общо 332 общини.
Департаментите са:
1. Горен Верапас
2. Долен Верапас
3. Чималтенанго
4. Чикимула
5. Петен
6. Ел Прогресо
7. Ел Киче
8. Ескуинтла
9. Гватемала
10. Уеуетенанго
11. Исабал
12. Халапа
13. Хутиапа
14. Кецалтенанго
15. Реталулеу
16. Сакатепекес
17. Сан Маркос
18. Санта Роса
19. Солола
20. Сучитепекес
21. Тотоникапан
22. Сакапа